# La Fenêtre ouverte
La Fenêtre ouverte est une nouvelle de Georges Simenon, publiée en 1936. Elle fait partie de la série des Maigret.

## Historique
La nouvelle est écrite à Neuilly-sur-Seine en octobre 1936. Son édition pré-originale s'est faite dans l'hebdomadaire Paris-Soir-Dimanche les 7 et 14 novembre 1936. La Fenêtre ouverte est le troisième volet d'une série de cinq nouvelles qui font l'objet d'un concours hebdomadaire. Chaque nouvelle s'étend sur deux numéros : dans le premier sont posés tous les éléments de l'énigme ; dans le second, en quelques lignes, est donné son dénouement. 
La nouvelle est reprise dans le recueil Les Nouvelles Enquêtes de Maigret en 1944 chez Gallimard.

## Résumé
Maigret a rendez-vous avec M Laget, patron de la société « Le Commerce Français ». Lorsque le commissaire arrive à seize heures, une détonation retentit. Maigret se précipite dans le bureau de Laget. Court et gras, le directeur du Commerce Français (un peu plus de cinquante ans) est affalé en arrière sur une chaise, une plaie béante à la tempe droite. Sur le tapis, sous sa main qui pend, un revolver.

## Éditions
- Édition originale : Gallimard, 1944
- Tout Simenon, tome 24, Omnibus, 2003  (ISBN 978-2-258-06109-5)
- Folio Policier, n° 679, 2013  (ISBN 978-2-07-030451-6)
- Tout Maigret, tome 10, Omnibus,  2019  (ISBN 978-2-258-15349-3)

## Adaptation télévisée
- Maigret et la Fenêtre ouverte, téléfilm de Pierre Granier-Deferre, avec Bruno Cremer